# Жак-Жермен Суффло
Жак-Жермен Суффло (фр. Jacques-Germain Soufflot; 22 липня 1713, Іренсі, Осера — 29 серпня 1780, Париж) — французький архітектор-класицист, захоплений поціновувач античної й ренесансної класики, який намагався надати ордерній системі максимальної монументальної пластичної виразності й структурного реалізму.

## Життєпис
Жак-Жермен Суффло народився 22 липня 1713 року в містечку Іренсі поблизу Осери.
Професійну освіту здобув у Ліоні. У 1731 році прихав до Риму, де впродовж 1734–1737 рр. вдосконалювався як стипендіат французької Академії. 
У 1750 році знову відвідав Італію, де першим здійснив обмірювання храмів Пестуму (давньогрецького поселення в Італії), вивчав грецький ордер древнього храму. 

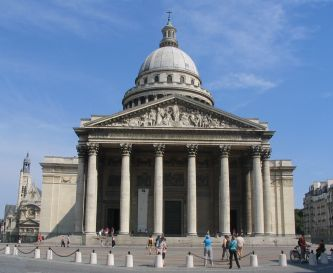
Паризький Пантеон

Мешкав і працював у Ліоні (від 1738 р.), а від 1749 р. — у Парижі.
Помер 29 серпня 1780 року. Похований у Парижі. У 1829 році прах Ж.-Ж.Суффло був перепохований у Пантеоні.

## Найвизначніші праці
- Паризький Пантеон;
- Готель Дьє (1741);
- Біржа в Ліоні (1751—1752);
- Школа права в Парижі (1771-1783);
- Паризька церква св. Женев'єви (1755—1790);
- Лікарня Готель-Дьє в Ліоні (1741-48);
- Ліонская опера (1754-56);
- Німфеум для палацу Ла-Фейзандері в Шату.